# Frank Jenks
Frank Jenks (Des Moines, 4 novembre 1902 – Hollywood, 13 maggio 1962) è stato un attore statunitense.

## Filmografia parziale

### Cinema
- The Westland Case, regia di Christy Cabanne (1937)
- La signora del venerdì (His Girl Friday), regia di Howard Hawks (1940)
- Two Yanks in Trinidad, regia di Gregory Ratoff (1942)
- Rogues Gallery, regia di Albert Herman (1944)
- Il sergente e la signora (Christmas in Connecticut), regia di Peter Godfrey (1945)
- Frac e cravatta bianca (White Tie and Tails), regia di Charles Barton (1946)
- FBI operazione Las Vegas (Highway Dragnet), regia di Nathan H. Juran (1954)
- Veneri rosse (Slightly Scarlet), regia di è Allan Dwan (1956)

### Televisione
- Le inchieste di Boston Blackie (Boston Blackie) – serie TV, 3 episodi (1951-1953)
- Colonel Humphrey Flack – serie TV, 77 episodi (1953-1959)
- Navy Log – serie TV, episodio 1x28 (1956)
- Corky, il ragazzo del circo (Circus Boy) – serie TV, episodio 1x33 (1957)
- L'uomo ombra (The Thin Man) – serie TV, episodio 1x15 (1958)
- Lock-Up – serie TV, episodio 1x22 (1960)
- Pete and Gladys – serie TV, episodio 1x29 (1961)